# A Present for His Wife
A Present for His Wife è un cortometraggio muto del 1910 diretto da Lewin Fitzhamon.

## Trama
Un uomo cerca una blusa che la moglie ha dato via per sbaglio.

## Produzione
Il film fu prodotto dalla Hepworth.

## Distribuzione
Distribuito dalla Hepworth, il film - un cortometraggio di 137,16 metri - uscì nelle sale cinematografiche britanniche nel maggio 1910.
Si conoscono pochi dati del film che, prodotto dalla Hepworth, fu distrutto nel 1924 dallo stesso produttore, Cecil M. Hepworth. Fallito, in gravissime difficoltà finanziarie, il produttore pensò in questo modo di poter almeno recuperare il nitrato d'argento della pellicola.